# Сузи Кватро
Сузан Кеј „Сузи“ Кватро (енгл. Susan Kay "Suzi" Quatro; Детроит, 3. јун 1950) америчка је кантауторка и глумица мађарско-италијанског порекла.
Током 70-их година 20. века имала је неколико хитова у Аустралији и Европи, а касније у Сједињеним Америчким Државама. Дует Stumblin' In са Крисом Норманом пласирао се 4. место топлисте у Сједињеним Америчким Државама.
У периоду од 1973. године до 1980. године освојила је шест Браво Ото награда. Објавила је 15 албума који су продати у више од 50 милиона примерака.
Глумила је у америчком ситкому Happy Days.(срп. Срећни дани)

## Дискографија
- Suzi Quatro (1973)
- Quatro (1974)
- Your Mamma Won't Like Me (1975)
- Aggro-Phobia (1976)
- If You Knew Suzi... (1978)
- Suzi...and Other Four Letter Words (1979)
- Rock Hard (1980)
- Main Attraction (1982)
- Annie Get Your Gun - 1986 London Cast (1986)
- Oh Suzi Q. (1990)
- What Goes Around (1996)
- Unreleased Emotion (1998)
- Free the Butterfly (1998)
- Back to the Drive (2006)
- In the Spotlight (2011)
- Quatro, Scott & Powell (2017)
- No Control (2019)